# Semperviveae
Semperviveae, tribus tustikovki ili žednjakovki kojemu pripadaju dva roda s 59 vrsta. Tipični rod je  Sempervivum iz južne i jugoistočne Europe, Maroka i zapadne Azije (uključujući Kavkaz).

## Rodovi
1. Sempervivum L. (47 spp.)
2. Petrosedum Grulich (12 spp.)